# Fédération sportive du travail
La Fédération sportive du travail (FST) est une organisation du mouvement ouvrier français ayant existé de 1919 à 1934.

## Historique
La Fédération sportive du Travail a pris la suite de la Fédération sportive et athlétique socialiste, créée en décembre 1908 à Paris à l’initiative de quelques militants de la SFIO, qui a adopté en novembre 1913 le nom de Fédération socialiste des sports et de la gymnastique. En 1920, la FST participe à la fondation, à Lucerne (Suisse), de l’Union internationale d’éducation physique et sportive du Travail, plus couramment appelée Internationale sportive de Lucerne (ISL). En 1923, elle adhère à l'Internationale rouge sportive fondée en 1921 à Moscou, et devient une organisation auxiliaire du Parti communiste français (PCF). Cela entraîne la scission du sport travailliste français, la fraction socialiste mettant en place sa propre organisation. Celle-ci prendra le nom d’Union des sociétés du sport et de gymnastique du travail.
Les dirigeants de la FST procèdent à une analyse critique du « sport bourgeois » en dénonçant d’une part l’intérêt excessif que celui-ci accorde aux performances chronométrées, et en s’attaquant d’autre part aux dérives mercantiles du sport-spectacle et aux débordements chauvins lors de compétitions internationales. La mission principale de la FST d’attirer les ouvriers sportifs vers le mouvement communisme connaît un succès très limité dans la mesure où, pendant toute son existence, l’organisation ne dépasse guère le chiffre de 10 000 adhérents, dont moins de 10 % sont parallèlement membres du PCF. Elle n’obtient un vrai rayonnement que dans les municipalités communistes de la région parisienne, notamment à Ivry sous la régie du maire Georges Marrane qui fit construire un stade
La FST est en grande partie à l'origine de la popularisation du polo-vélo en France. Elle multiplie les compétitions : challenge Karl-Marx, coupe de la Seine, coupe Spartacus, coupe du Bloc ouvrier et paysan, coupe Thälmann (du nom d’Ernst Thälmann, communiste allemand arrêté en 1933 par les nazis et exécuté à Buchenwald) ou coupe Paul-Roussenq, en hommage militant anarchiste longuement incarcéré pour ses opinions.
Entre 1929 et 1932, la FST traverse une grave crise interne, due à la fois à la politique répressive du gouvernement de droite et à sa dépendance du PCF et des Jeunesses communistes, de plus en plus contestée. En 1930, Jean Garchery, favorable à la transformation de la FST en une organisation ouvrière aux tâches uniquement sportives, est remplacé à la présidence par Jacques Doriot qui représente à ce moment la ligne orthodoxe du Parti. Il perd à son tour cette fonction au cours de sa dissidence de 1934.
Le plus grand événement sportif organisé par la FST est le « Rassemblement des sportifs contre le fascisme et la guerre impérialiste » qui a lieu à Paris en août 1934 et qui remplace la Spartakiade mondiale de  l'Internationale rouge sportive initialement prévue à Moscou. Le rassemblement parisien constitue un pas important vers le rétablissement, dans le contexte de la lutte contre le fascisme, de l’unité du mouvement sportif ouvrier français. Celle-ci devient effective en décembre 1934 avec la réunification de l'Union des sociétés sportives et gymniques du travail (USSGT) et la Fédération sportive du travail (FST) en  la Fédération sportive et gymnique du travail.

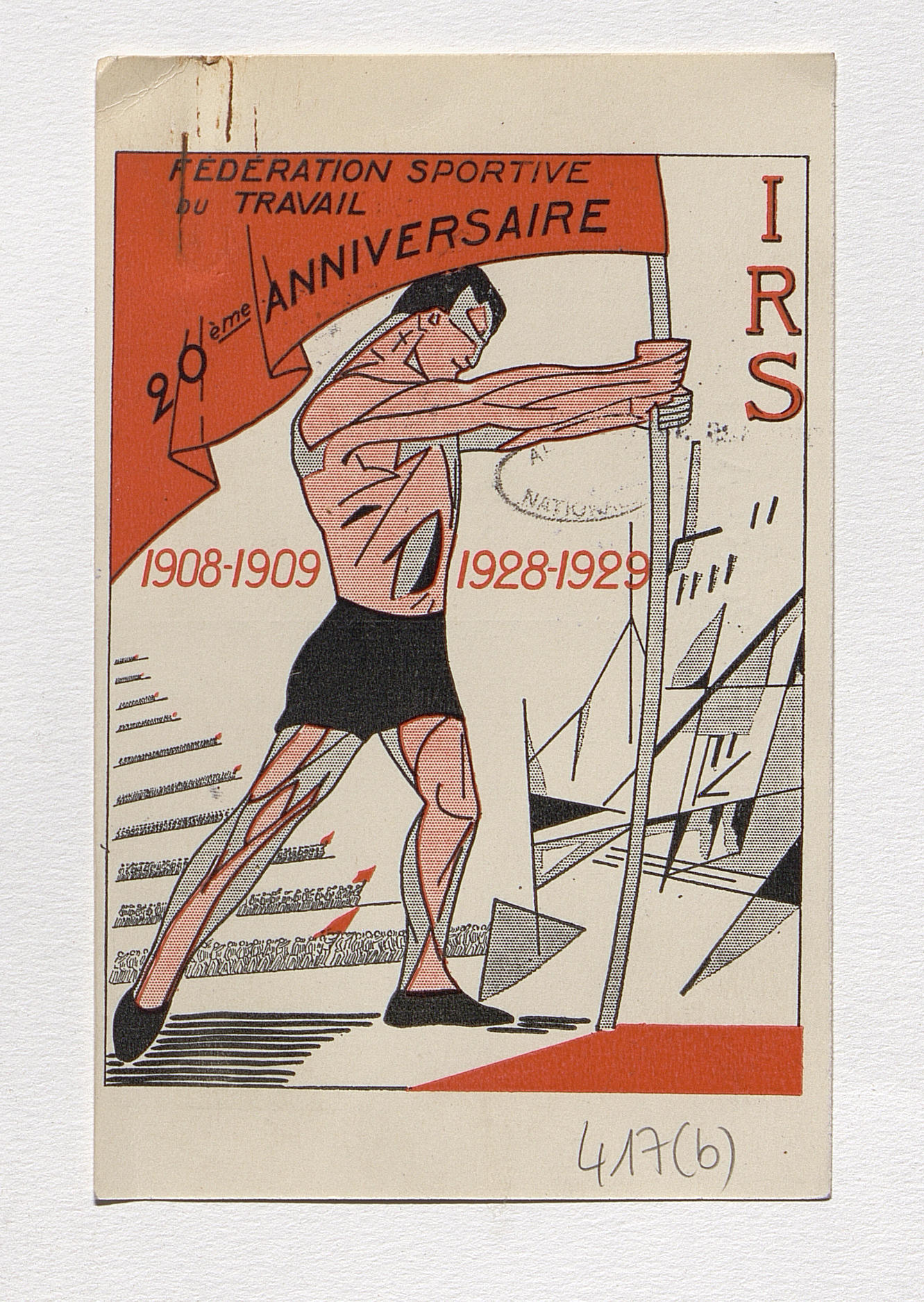
Carte postale diffusée en 1930
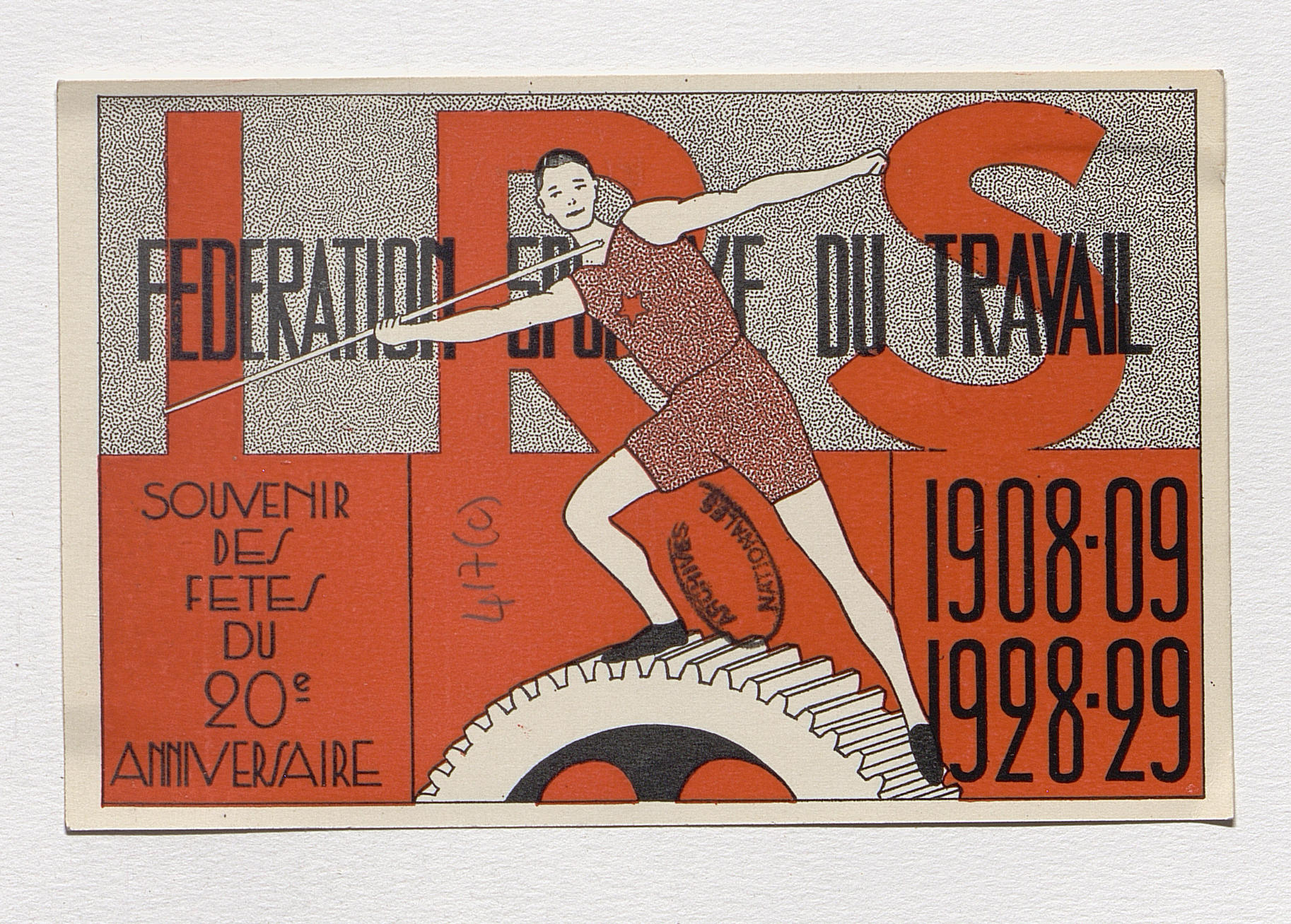
Carte postale diffusée en 1930